# Henning Mankell
Henning Georg Mankell (udtales mángkel) (født 3. februar 1948, død 5. oktober 2015) var en svensk forfatter og dramatiker. Han boede i Ystad (Skåne) og Mozambique. Han var især kendt for sin serie på 12 kriminalromaner om kriminalkommisær Kurt Wallander fra Ystad, som på nær én primært foregår i det sydlige Sverige. Serien har oftest en samfundskritisk undertone, som kan sammenlignes med Sjöwall og Wahlöös serie om Martin Beck. Henning Mankell skrev desuden en række børnebøger og andre romaner, ligesom han sammen med forfatteren Jan Guillou skrev manuskriptet til tv-serien Talismanen.
Henning Mankells teaterstykke Politik havde urpremiere i efteråret 2011 på Helsingborgs Stadsteater.
Mankells drama var et diskussionsteater, hvis hovedtema var ubådsjagten i den svenske skærgård, mens Olof Palme var landets statsminister.
I 1996 modtog Henning Mankell Astrid Lindgren-prisen og i 2008 den europæiske krimipris The Ripper Award.
Henning Mankell deltog 31. maj 2010 sammen med knap 700 andre fredsaktivister i Bordingen af Gaza-konvojen i den østlige del af Middelhavet. Han blev sammen med de andre arresteret, og kort efter udvist af Israel.

### Serien om Kurt Wallander
- Mordere uden ansigt, 1991
- Hundene i Riga, 1992
- Den hvide løvinde, 1993
- Skyggerne, 1994
- Ildspor, 1995
- Den femte kvinde, 1996
- Det næste skridt, 1997
- Brandvæg, 1998
- Pyramiden (noveller), 1999
- Inden frosten (Wallanders datter Linda er hovedpersonen), 2002
- Den urolige mand, 2009
- Hånden, 2013

### Øvrige romaner
- Vindens søn, 2000
- Leopardens Øje, 1990
- Danselærerens genkomst, 2000
- Tea-Bag, 2001
- Dyb, 2004
- Kennedys Hjerne, 2005
- Italienske sko, 2006
- Kineseren, 2008
- Mindet om en snavset engel, 2012
- Svenske gummistøvler Oversat af Anneli Høier (Gyldendal 2016)

### Børnebøger
- Hunden som sprang mod en stjerne, 1990
- Ildens hemmelighed, 1995